# Alexandr Abramovič Voskresenskij
Alexandr Abramovič Voskresenskij (rusky Александр Абрамович Воскресенский; 25. listopadujul./ 7. prosince 1809greg. – 21. lednajul./ 2. února 1880greg.) byl ruský chemik. Je označován jako dědeček ruské chemie. Mezi jeho nejvýznamnější objevy patří objev alkaloidu theobrominu. Působil jako rektor Císařské university v Petrohradě. Byl učitelem Dmitrije Ivanoviče Mendělejeva.

## Život a dílo
Alexandr Abramovič se narodil 7. prosince 1808 ve městečku Toržok v Tverské gubernii v rodině duchovního. Otec zemřel v roce 1814 a zanechal po sobě dva syny a jednu dceru v dětském věku. Sirotci byli přijati k výživě i výchově do místní teologické školy. Strýc Alexandra Abramoviče, učitel teologie, si povšiml talentu svého synovce a umožnil mu studium v Tverském semináři a v roce 1832 i studium na Hlavním pedagogickém institutu v Petrohradě. Studium Alexandr ukončil v roce 1836 se zlatou medailí.
V té době ministr národního vzdělávání Ruského impéria hrabě Sergej Semjonovič Uvarov začal prosazovat snížení přílivu profesorů z ciziny a uvolnil prostředky pro zasílání ruských talentů do zahraničí. Alexandr Abramovič odejel spolu se skupinou nejlepších absolventů v čele s Nikolajem Ivanovičem Pirogovem. Alexandr Voskresenský na doporučení svého učitele Germana Ivanoviče Hesse studoval v Berlíně u Eilharda Mitscherlicha, Heinricha Roseho a Heinricha Gustava Magnuse. V Giessenu pracoval u Justuse Liebiga v nejlepších laboratořích své doby pro výzkum organické chemie. Když se později v Mnichově setkal s Liebigem mladý Mendělejev, vzpomínal Liebig na svého stážistu jako na nejtalentovanějšího, který řešil vše obtížné s lehkostí a který na obtížných křižovatkách okamžitě nalézal cesty, které ostatní nadšeně následovali.
Do Petrohradu se Voskresenskij vrátil v roce 1838 a z Ruska začíná do německých Annalen der Pharmacie proudit série objevných článků. V roce 1838 napsal zprávu O působení anhydridu kyseliny sírové na olejotvorné plyny a zveřejnil své objevy o chování kyseliny chinové a vzniku 1,4-chinonu. Popsal základní složení naftalénu, které ve své době poskytovalo účinný materiál pro výzkum sloučenin chudých na vodík, které byly později známy jako aromatické sloučeniny. Objevil theobromin, izolovaný z kakaa. Porovnal složení ruského uhlí z Doněcka se vzorky ze Slezska a Porúří a stanovil a potvrdil tak kvalitu domácích uhelných zdrojů. Byl prvním propagátorem anorganického hnojení v Rusku. Měl zásadní slovo při výběru materiálů pro dostavbu katedrály svatého Izáka v Petrohradě. Do povědomí široké veřejnosti se dostal úspěšným návrhem pojiva do prasklin v Alexandrově sloupu.
Od roku 1843 působil jako profesor na Universitě i na Hlavním pedagogickém institutu, v roce 1864 se stal členem korespondentem Petrohradské akademie věd. Byl jedním ze zakládajících členů Ruské chemické společnosti. V roce 1867 opustil Petrohrad a nastoupil do funkce správce školství v Charkově, později se již vyhýbal veřejné činnosti. Poslední desetiletí svého života věnoval zemědělskému výzkumu na své farmě nedaleko svého rodiště na břehu řeky Tvertsy. Zde založil dvoutřídní zemědělskou školu a zde i vyučoval. V roce 1880 zde byl podle své závěti pochován.

## Pedagogická činnost

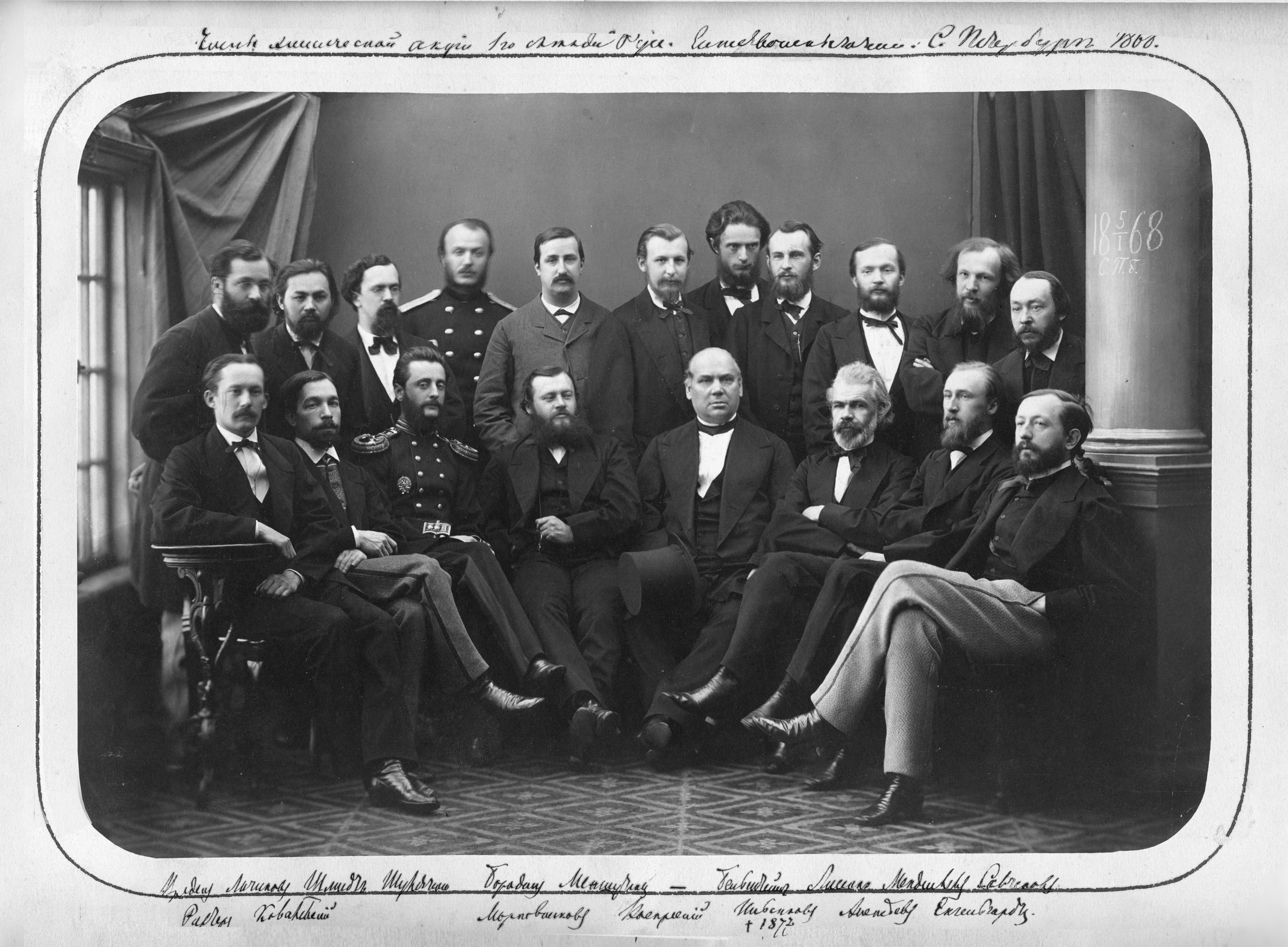
Zakladatelé Ruské chemické společnosti, Voskresenský uprostřed, pátý stojící zleva A. Borodin šestý N. Menšutkin, stojící druhý zprava D. I. Mendělejev

Kněžský původ, Tverský seminář a Hlavní pedagogický institut se v ruské historii osvědčilo jako užitečný scénář mnohokrát. V případě profesora Petra Pletňova, rektora petrohradské university v letech 1840–1861, zajistilo podporu nejvýznamnějším osobnostem ruské literatury, v případě Alexandra Abramoviče Voskresenského, Pletňovova následovníka v pozici rektora University, zajistilo rozvoj samostatné ruské chemické školy. Synem kněze a absolventem Tverského semináře a Hlavního pedagogického institutu byl i Ivan Pavlovič Mendělejev, jehož nejmladší syn Dmitrij se nakonec pod vedením Voskresenského vydal na cestě přírodních věd k proslulosti nejvyšší. Do bohatého výčtu činností Dmitrije Ivanoviče Mendělejeva patřilo i vedení přírodovědné sekce při tvorbě Brockhaus-Jefronovy encyklopedie. Mnoho článků Mendělejev vytvořil sám a k heslu Alexandr Abramovič Voskresenský přistupoval s obzvláštní úctou a respektem. „Od objevu theobrominu se Voskresenskij věnuje převážně pedagogické činnosti. Poté, co plně pochopil hlavní myšlenky hraběte Uvarova, nahradil Germana Hesse v jeho úřadě a snaží se nad rámec plnit požadavky, kladené na něj jako na hlavního ruského chemika. Přednáší na Universitě, v Pedagogickém Institutu, na Správě veřejných dopravních cest, na Inženýrské akademii a ve Sboru kadetů a drží všechna tato místa, dokud se neobjeví náhrady z nové krve, schopné ho zastoupit. Mezi jeho žáky patří takoví vynikající chemici jako N. N. Beketov, N. N. Sokolov, N. A. Mentšutkin, A. P. Šuljačenko, P. P. Alexejev a mnoho dalších osobností, upevňujících, jak v odborném světě, tak v posledních koutech Ruska, význam ruských chemiků.” Do seznamu významných osobností autor článku své jméno nezapsal, ale nejvýznamnějším pedagogickým počinem profesora Voskresenského je jeho žák Dmitrij Ivanovič Mendělejev.
Při studiu na Hlavním pedagogickém institutu se mladý Mendělejev mohl rozhodnout, jestli svůj závěrečný výzkum zasvětí zeměměřičství, politické ekonomii, zoologii, fyzice či matematice. Pro chemii se rozhodl díky svému učiteli Voskresenkému, díky Voskresenskému byl později poslán na stáž do zahraničí a díky Voskresenskému získal Děmidovovu cenu, která ho definitivně zabezpečila v pozici profesora chemie.
Alexandr Abramovič Voskresenskij zemřel jedenáct let po objevu periodického zákona, dočkal se tedy doby, kdy objevy předpovězených prvků vynesly jeho žáka na světové výsluní.